# STS-32
STS-32は、アメリカ航空宇宙局(NASA)のスペースシャトル計画の33回目のミッションで、コロンビアの9回目の飛行である。1990年1月9日に打ち上げられた。ケネディ宇宙センター第39発射施設のA発射台が用いられたのは、1986年以来だった。また、移動式発射プラットフォーム-3(MPL-3)が初めてスペースシャトルの打上げに用いられた。STS-32は、期間が約11日間に及ぶ、それまでで最も長いスペースシャトルのミッションとなった。STS-32の前に同じ期間で行われた唯一のミッションは、1983年のSTS-9だった。1990年1月20日、スペースシャトル計画で3度目となる夜間の着陸が行われた。

## 乗組員
- 船長 - ダニエル・ブランデンシュタイン（英語版） (3)
- 操縦手 - ジェームズ・ウェザービー (1)
- ミッションスペシャリスト1 - ボニー・J・ダンバー (2)
- ミッションスペシャリスト2 - マーシャ・アイビンス (1)
- ミッションスペシャリスト3 - デヴィッド・ロー（英語版） (1)

## 打上げ
第39発射施設A発射台は、打上げのために大幅に改造された。STS-32は、1986年のSTS-61-C以来の、修復を終えた発射台の初めての利用となった。NASAは、乗組員の緊急時脱出システムとシャトルのペイロードルームを改良し、水系システムの凍結防止装置を増やし、推進剤の積載時に作動させるデブリトラップを設置し、耐気候性をより高め、電源ケーブル等を増やした。
アポロ時代の3つの打上げ構造のうち最も古いMPL-3もスペースシャトルで用いるために大幅な改造を経た。塔が撤去され、3つの排気口が再配置され、電気系、機械系の地上の支援システムが改修された。

## 概要

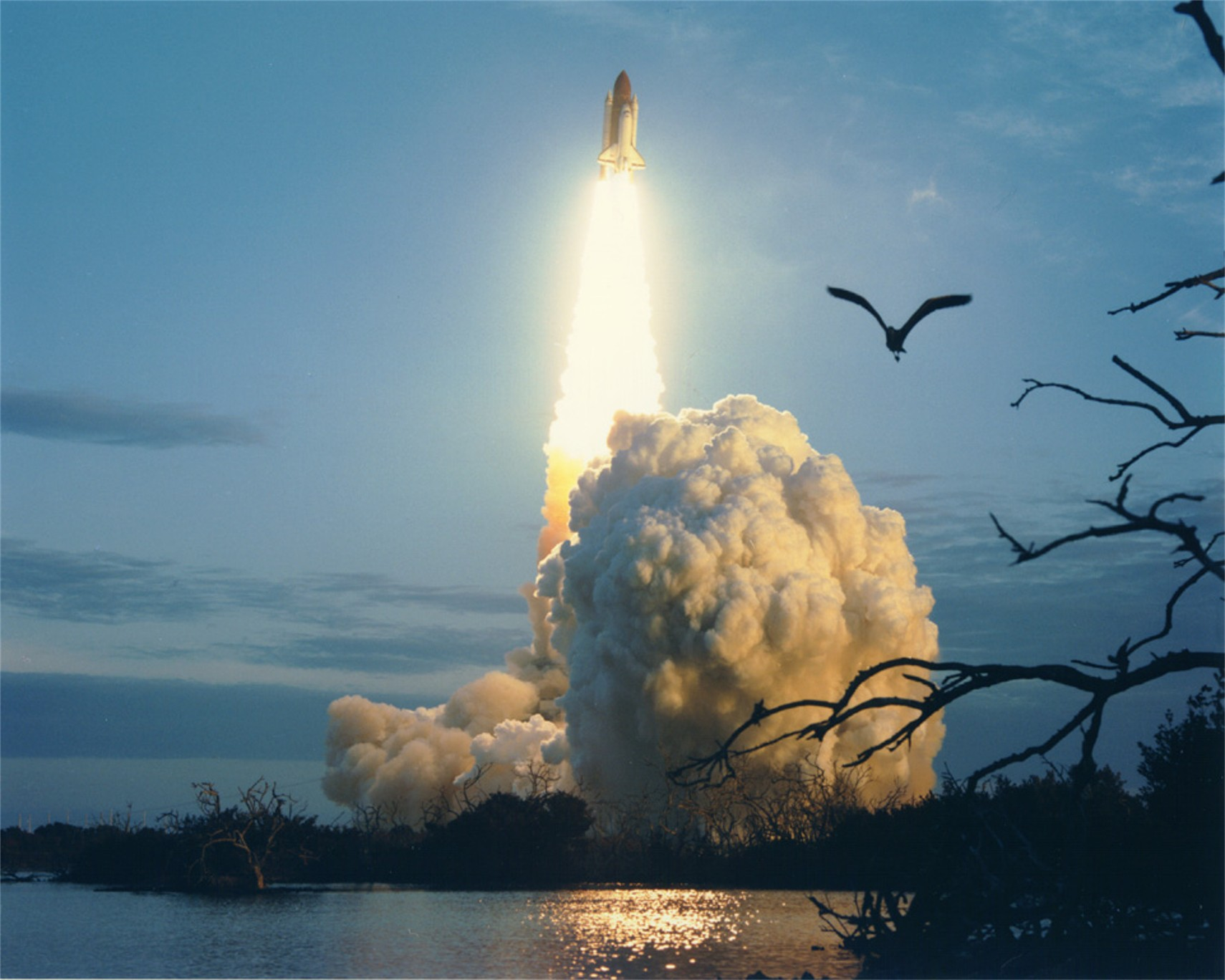
STS-32の打上げ

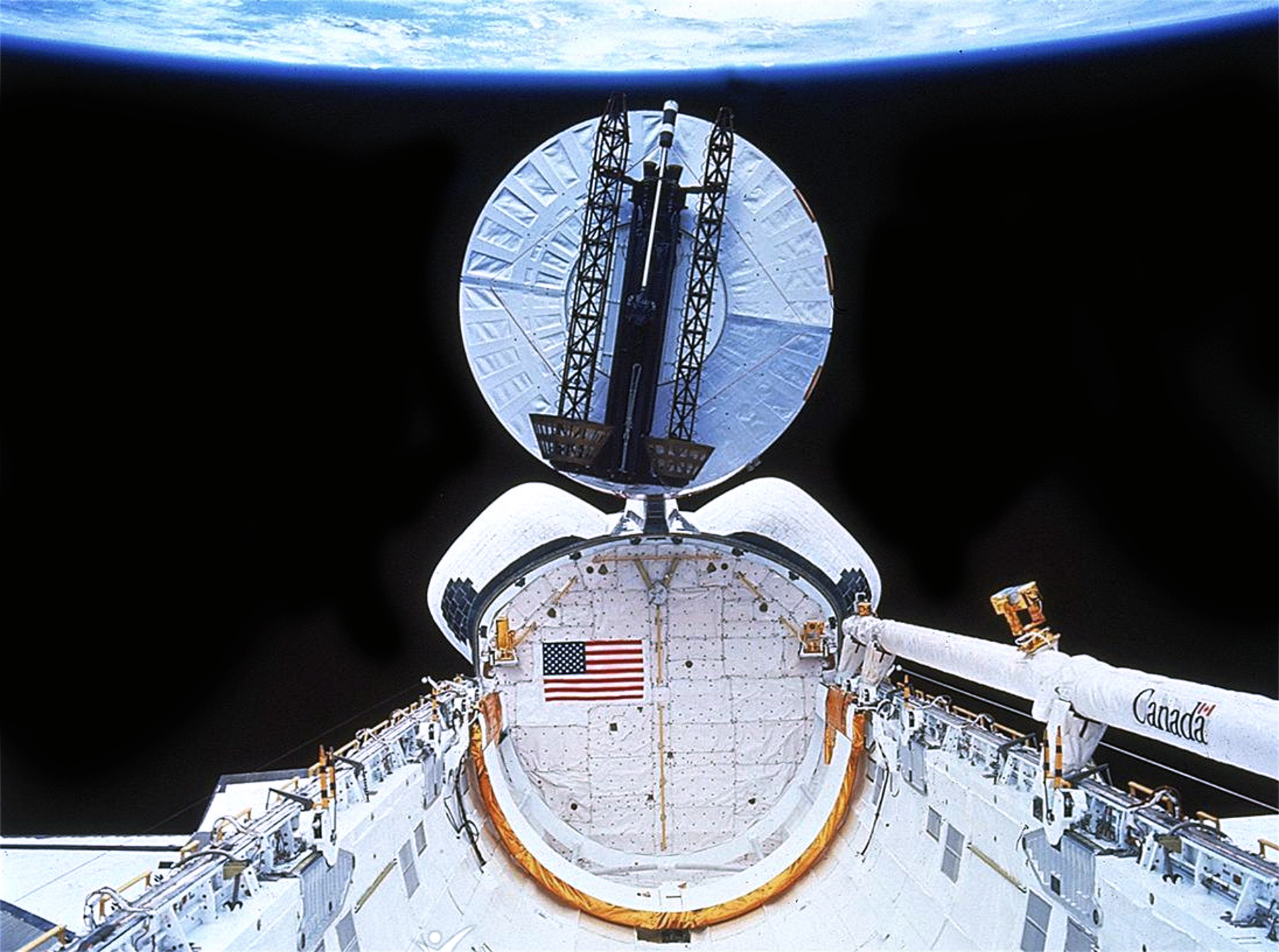
Syncom IV-F5の展開

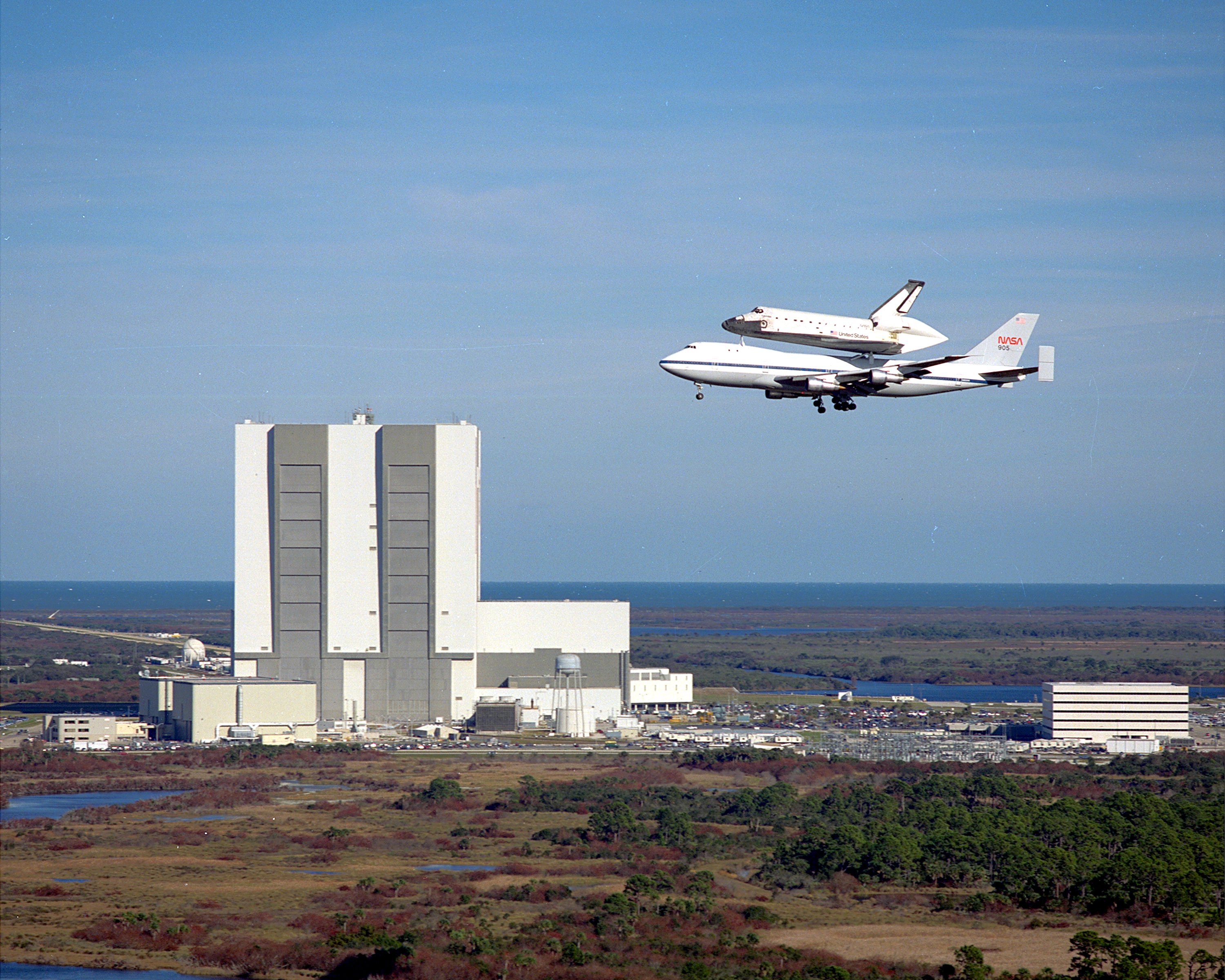
コロンビアのケネディ宇宙センターへの帰還

STS-32は、1990年1月9日7時35分00秒(EST)にフロリダ州のケネディ宇宙センターから打ち上げられた。打上げは、当初1989年12月18日に行われる予定であったが、発射台Aの改修のために延期された。次に1月8日に予定されたが、悪天候のため中止された。コロンビアの打上げ時の重量は、116,117 kgであった。
このミッションの主目的は、後にLeasat 5として知られるようになった防衛通信衛星Syncom IV-F5の展開と、スケジュールの変更と1986年のチャレンジャー号爆発事故のために4.5年も遅れていたNASAのLong Duration Exposure Facility (LDEF)の回収であった。Syncom IV-F5は、飛行2日目に展開され、3段目のキックモーターが対地同期軌道まで運んだ。飛行4日目にダンバーはシャトル・リモート・マニピュレータ・システムを用いてLDEFを回収した。太陽からの放射の影響や衛星の周りの環境のため軌道減衰が加速しており、回収のタイミングは決定的に重要であった。専門家が慎重に宇宙船の軌道の安定性をモニターし、もしLDEFが時間どおりに回収できなかった場合、軌道が低くなりすぎてスペースシャトルでは安全に近づけなくなり、1990年2月頃に大気圏再突入して破壊されると予測した。そのため、このミッションの正確な打上げ時刻は打上げの12時間前に、LDEFの最新の追跡データを用いて決定された。高度352km、軌道傾斜角28.5°の軌道を飛行した。
乗組員は4.5時間の写真サーベイを行い、技術や機器の試験も行った。小さなバスほどの大きさの衛星は、地球の帰還に向けてオービタのペイロードベイに係留された。
NASAは、ミッションの終了後に乗組員が長期間無重力への曝露とそれが着陸の際の乗組員のパフォーマンスに与えた効果についてのデータを得ようと計画した。STS-32は、11日近くとなるスペースシャトルの宇宙滞在記録を樹立した。16日間までの地球周回軌道でのスペースシャトルの運用を可能とするキットが開発され、後の1992年にSTS-50で初めて使用された。
LDEFの回収は、IMAXカメラで撮影され、1994年のIMAX映画Destiny in Spaceで公開された。このカメラにより観測された地球も1991年の映画Blue Planetで使われた。
コロンビアは1990年1月20日午前1時35分37秒(PST)にカリフォルニア州のエドワーズ空軍基地第22滑走路に安全に着陸した。帰還時の重量は、103,571 kgであった。ロールアウト距離は3,271 m、ロールアウト時間は62秒間であった。オービタは、1990年1月26日にケネディ宇宙センターに戻った。

### ミッドデッキのペイロード
Syncom IV-F5衛星の他に、STS-32のミッドデッキには、以下のような多くの科学ペイロードが積まれた。そのいくつかは、以前にもスペースシャトルのミッションで宇宙に行っている。
- Characterization of Neurospora Circadian Rhythms (CNCR)
- Protein Crystal Growth (PCG)
- Fluid Experiment Apparatus (FEA)
- American Flight Echocardiograph (AFE)
- Latitude / Longitude Locator (L3)
- Mesoscale Lightning Experiment(MLE)
- IMAXカメラ
- Air Force Maui Optical Site (AMOS)

## ミッションの徽章
左側の3つの星と右側の2つの星は、このミッションがSTS-32であることを表している。

## 起床コール
NASAは、ジェミニ計画の時から宇宙飛行士のために音楽を使う伝統を始めた。アポロ15号では、音楽が初めて起床のために用いられた。それぞれの曲は、しばしば宇宙飛行士の家族が特別に選んだもので、各々の宇宙飛行士にとって特別な意味を持つものか、日々の活動に適したものである。
| 日     | 曲                                     | 歌手/作曲家                  |
| ------ | -------------------------------------- | ---------------------------- |
| 2日目  | "What’s More American?"                | ビング・クロスビー           |
| 3日目  | 『バナナ・ボート』パロディ             |                              |
| 4日目  | "Let It Snow"パロディ                  |                              |
| 5日目  | "Hello Dolly"パロディ                  |                              |
| 6日目  | 『アタック・オブ・ザ・キラー・トマト』 |                              |
| 7日目  | "Notre Dame Victory March"             |                              |
| 8日目  | "Bow Down to Washington"               | ワシントン大学               |
| 9日目  | "Glory, Glory, Colorado"               | コロラド大学ボルダー校       |
| 10日目 | 『ダニー・ボーイ』                     | ラリー・バード               |
| 11日目 | "Washington and Lee"                   | ワシントン・アンド・リー大学 |
| 12日目 | "Born to Be Wild"                      | ステッペンウルフ             |
| 13日目 | 『錨を上げて』                         | チャールズ・ツィマーマン     |